# Sekundærrute 261
Sekundærrute 261 er en rutenummereret landevej på Sjælland.
Ruten strækker sig fra Køge og uden om Store Heddinge til Rødvig.
Rute 261 har en længde på ca. 27 km.